# L'Énigme d'un jour
L'Énigme d'un jour est un tableau réalisé en 1914 par le peintre italien Giorgio De Chirico. De format horizontal, cette huile sur toile fait partie des Places d'Italie, une série de paysages urbains représentant des places désertes dans le style métaphysique typique de l'artiste. Sa composition est centrée sur une statue apparaissant à contre-jour entre une cheminée d'usine rouge et une large tour cylindrique blanche. Longtemps dans la collection privée de la peintre brésilienne Tarsila do Amaral, l'œuvre est conservée au musée d'Art contemporain de l'université de São Paulo, à São Paulo.